# 珈琲館

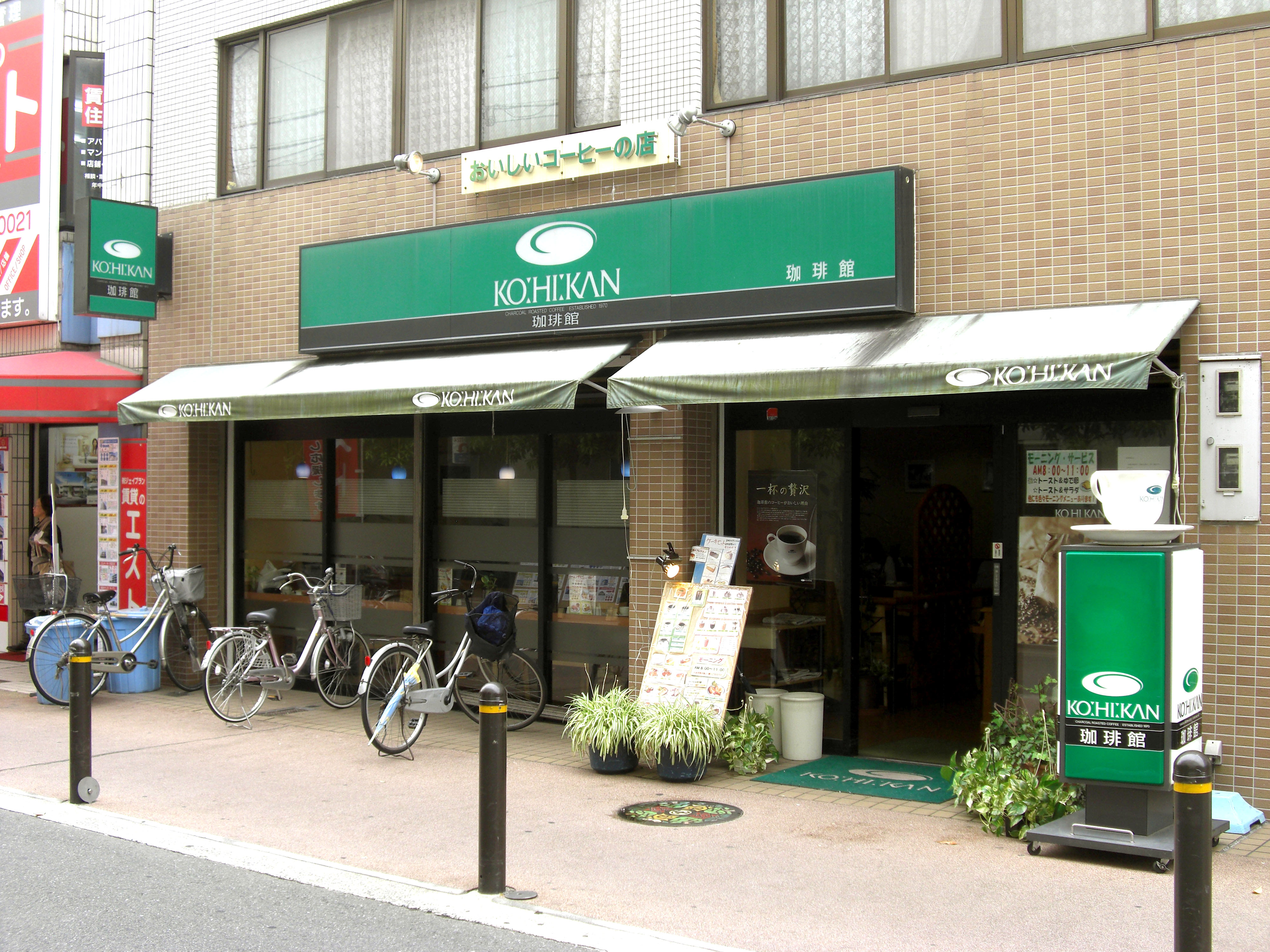
珈琲館の店舗（茨木南店）

珈琲館（コーヒーかん）は、C-United株式会社が運営する日本の喫茶店チェーンの店舗ブランド。かつては珈琲館株式会社が運営していた。本項では同社についても記述する。現在の運営会社についてはC-Unitedを参照。

## 概要
コーヒーはコーヒーサイフォンやドリップ式で提供している。コーヒー以外にもナポリタン、カレーなどの軽食メニューも提供し、ホットケーキは銅板で焼いている。
首都圏を中心に、日本全国の主要都市に約240店を展開する（2020年2月1日現在）。健康増進法や各都道府県の受動喫煙防止条例などにより全席禁煙としたり、電子タバコのみ喫煙可の喫煙ブースを設置する飲食店が増えている中で、珈琲館では分煙としたり紙巻タバコも喫煙できる喫煙ブースを設置している店舗が多数現存する。
シタディーンハーバーフロント横浜とコラボレーションした。

## メニュー
公式サイトを参照
- 炭火珈琲
- トラディショナル・ホットケーキ

## 珈琲館株式会社

### 沿革
- 1970年4月10日 - 真鍋国雄が直営1号店となる「専大前本店」を、神田神保町の専修大学神田キャンパス前に創業。
- 1972年6月 - 法人設立。
- 1991年4月 - マナベ株式会社へ社名変更。
- 1999年4月 - 珈琲館株式会社（初代）へ社名変更。
- 2008年5月2日 - UCC上島珈琲が珈琲館の発行済株式総数の89%を取得し、子会社化することで基本合意。
- 2009年10月1日 - 上島珈琲店などを運営するUCCフードサービスシステムズと合併。
- 2018年
  - 3月 - 香港の投資ファンド・ロングリーチグループがLKホールディングス株式会社を設立。
  - 5月1日 - ロングリーチグループがUCCフードサービスシステムズより珈琲館事業を買収し、珈琲館株式会社（2代）を設立[3]。
  - 7月1日 - LKホールディングス株式会社が珈琲館株式会社（2代）を吸収合併し、社名を珈琲館株式会社（3代）に変更。
- 2021年4月 - 同じくロングリーチグループが出資する株式会社シャノアールを吸収合併し、C-United株式会社へ社名変更[4][5]。